# Lažno predstavljanje
Lažno predstavljanje, ribarjenje ali zvabljanje (angleško phishing) je v računalništvu nezakoniti način zavajanja uporabnikov, namenjen pridobivanju tujih občutljivih osebnih podatkov (številk kreditnih kartic, gesel, podatkov o računih ...). Lažno predstavljanje običajno poteka tako, da napadalec pod pretvezo uradne ustanove prepriča žrtev, da mu nujno posreduje te podatke. Prevare lažnega predstavljanja uporabniki običajno prejmejo z neželeno elektronsko pošto ali kot pojavna okna.